# Taishō (grade)
Pour les articles homonymes, voir Taishō.
Taishō (大将) est l'équivalent de « Général de corps d'armée » dans l'armée impériale japonaise.